# Ryan Ledson
Ryan Ledson, né le 19 août 1997 à Liverpool, est un footballeur anglais qui évolue au poste de milieu de terrain.

## Biographie
Ryan Ledson est formé à Everton. C'est à son 17e anniversaire qu'il signe son premier contrat professionnel avec son club formateur. 
International anglais des moins de 17 ans, il est capitaine de l'équipe anglaise au championnat d'Europe des moins de 17 ans 2014, qu'il remporte. 
Le 20 novembre 2015, il est prêté jusqu'à janvier 2016 au Cambridge United FC.
Le 25 août 2016, il rejoint Oxford United. Il inscrit quatre buts en quatre-vingt matchs toutes compétitions confondues avec le club d'Oxford en l'espace de deux saisons.
Le 17 mai 2018, il s'engage pour trois ans avec Preston North End.

## Palmarès

### En club
- Oxford United
  - Finaliste de l'EFL Trophy en 2017.

### En sélection
- Vainqueur du Championnat d'Europe des moins de 17 ans en 2014.